# Cine Sony (Stati Uniti d'America)
Sony Cine è un canale televisivo presente in Nord America, lanciato nell'agosto 2012 e di proprietà di Sony Pictures Television, che trasmette produzioni in spagnolo